# Гаррі Гауелл (футболіст)
Га́ррі Га́уелл (англ. Harry Howell; нар. 20 квітня 2008) — англійський футболіст, півзахисник клубу «Брайтон енд Гоув Альбіон».

## Клубна кар'єра
Вихованець академії клубу «Брайтон енд Гоув Альбіон», де почав займатися з 7-ми років. 28 червня 2024 року підписав з клубом двохрічний контракт. 19 травня 2025 року дебютував в основному складі «Брайтона» в матчі Прем'єр-ліги проти «Ліверпуля», вийшовши на заміну Денні Велбеку. У віці 17 років і 29 днів став наймолодшим гравцем в історії клубу в турнірі.
2 липня 2025 року підписав з клубом свій перший професіональний контракт.

## Кар'єра в збірній
Виступав за збірні Англії до 16 і до 17 років. В травні 2025 року потрапив в заявку збірної до 17 років на юнацький чемпіонат Європи в Албанії. На турнірі провів один матч проти збірної Чехії, відзначившись забитим голом, а його команда не вийшла з групи.

## Особисте життя
Його двоюрідний брат Джек Гіншелвуд також професіональний футболіст і виступає за «Брайтон».

## Статистика виступів
Станом на 19 травня 2025
| Клуб                     | Сезон             | Чемпіонат         | Чемпіонат | Чемпіонат | Кубок | Кубок | Кубок ліги | Кубок ліги | Єврокубки | Єврокубки | Інші  | Інші | Всього | Всього |
| Клуб                     | Сезон             | Дивізіон          | Матчі     | Голи      | Матчі | Голи  | Матчі      | Голи       | Матчі     | Голи      | Матчі | Голи | Матчі  | Голи   |
| ------------------------ | ----------------- | ----------------- | --------- | --------- | ----- | ----- | ---------- | ---------- | --------- | --------- | ----- | ---- | ------ | ------ |
| Брайтон енд Гоув Альбіон | 2024–25           | Прем'єр-ліга      | 1         | 0         | 0     | 0     | 0          | 0          | –         | –         | –     | –    | 1      | 0      |
| Всього за кар'єру        | Всього за кар'єру | Всього за кар'єру | 1         | 0         | 0     | 0     | 0          | 0          | 0         | 0         | 0     | 0    | 1      | 0      |